# Aslak Fonn Witry
Aslak Fonn Witry, född 10 mars 1996 i Trondheim, är en norsk fotbollsspelare som spelar för Rosenborg BK. Han har tidigare spelat för bland annat Djurgårdens IF.

## Karriär
Åren 2019-2021 spelade han för Djurgården och var med och vann SM-guld 2019. Den 9 augusti 2021 värvades Witry av AZ Alkmaar, där han skrev på ett femårskontrakt.
Den 30 augusti 2022 värvades Witry av Bulgariska klubben Lodogorets.